# Зайцев Іван Кіндратович
Зайцев Іван Кіндратович (рос. Зайцев Иван Кондратьевич; 1805 — 1887) — російський і український художник-портретист.

## Біографічні відомості
Зайцев Іван Кіндратович був сином художника-кріпака із Пензенської губернії.
Звільнений з кріпацтва, у 1831–1837 роках навчався у Петербурзькій академії мистецтв, по закінченні якої здобув звання некласного художника.
Спочатку працював викладачем малювання у 1-му Санкт-Петербурзькому кадетському корпусі.
Від 1848 р. назавжди пов'язав своє життя з Полтавою, де викладав малювання в Петровському Полтавському кадетському корпусі (від 1848 до 1878 рр.).
Викладав приватно до 1886 року.
Працював у різних жанрах живопису. Залишив кілька зображень старої Полтави.
Його спогади — це єдиний мемуарний документ про перебування Тараса Шевченка у Василя Ширяєва у Санкт-Петербурзі на початку 30-х років XIX ст., де вони зустрічалися також із Федотом Леонтійовичем Ткаченком, що, як і Т. Шевченко, був учнем Василя Ширяєва, а пізніше — Карла Брюлова (від 1838 року).